# Drewsteignton
Drewsteignton ist ein Dorf, Civil parish und früherer Herrensitz in der Verwaltungseinheit West Devon in England; es liegt im Dartmoor National Park im Tal des River Teign, 21 km westlich von Exeter und 14 km südöstlich von Okehampton. Es ist bekannt für seine Lage, das malerische Ortszentrum und das in der Nähe liegende Castle Drogo sowie den Aussichtspunkt an der Fingle Bridge. Zum Zeitpunkt des Census 2011 hatte Drewsteignton 1616 Einwohner.

## Geschichte
Die Besiedlung der Gegend geht zurück bis in die neolithische Zeit. Spinster’s Rock in Shilston, auch im Parish gelegen, ist eine Grabkammer aus der Zeit um 3000 vor Christus, und in der Umgebung gibt es Steinkreise ähnlichen Alters. Später, in der Eisenzeit, entstand am Ende eines Bergrückens eine Wallburg, die heute als Prestonbury Castle bekannt ist.

## Manor
Der Herrensitz Taintone (bedeutet im Angelsächsischen „eine Siedlung neben dem (River) Teign“) ist im Domesday Book von 1086 als 107. der 176 Anwesen von Baudouin de Meules, der auch als Baldwin FitzGilbert bekannt ist, aufgeführt. Wilhelm der Eroberer hatte ihn als Sheriff of Devon eingesetzt, der die von Wilhelm gewährten Lehen hielt; zu diesen gehörte die feudale Barony of Okehampton. Während der Herrschaft von König Henry II. (1154–1189) gehörte der Ort einem gewissen „Drew“, der im anglonormannischen Französisch als Drew de Teignton bekannt war, in latinisierter Form Drogo; dieser gab dem Herrensitz seinen Namen. Um 1242 ging das Eigentum über von den Drews an die Familie Daubernon (oder Dabernon). Später gelangte der Herrensitz an die Familie Carew aus Antony in Cornwall, und irgendwann vor 1810 wurde das Anwesen von Reginald Pole-Carew stückweise verkauft.
Im Mittelalter war das Dorf relativ wohlhabend. Es erzeugte Wolle, und es gab Steinbrüche für Kalkstein und ein kleines Bergwerk für Zinn. Außerdem war das Dorf ein Haltepunkt an der Altstraße von Exeter nach Okehampton. Die meisten Gebäude des Dorfes sind aus Granit, darunter auch die im 16. oder 17. Jahrhundert gebaute Brücke über den River Teign. Einst gehörte das Dorf zum Wonford Hundred.
Die Pfarrkirche Holy Trinity stammt großteils aus dem 15. Jahrhundert, mit einigen späteren Umbauten. Der Schriftsteller Elias Tozer (1825–1873) besuchte die Kirche, als diese eingeweiht wurde. Der Dorfplatz neben der Kirche stammt möglicherweise aus der Zeit der ursprünglichen Gründung des Ortes. Die Zensusdaten zeigen, dass der Ort im Laufe des 19. Jahrhunderts über längere Zeit an Bevölkerungsrückgang litt; viele seiner Gebäude sind seitdem kaum verändert. Das Zentrum des Ortes wurde 1972 denkmalgeschützt.
Zu den nennenswerten Gebäuden im Ort gehört das Drewe Arms, ein Pub mit vielen historischen Ausstattungselementen. Das Gasthaus hat seinen heutigen Namen seit den 1920er Jahren, als Julius Drewe Castle Drogo als Familiensitz ausbaute.
Der Bildhauer Peter Randall-Page wohnt unweit, und einige seiner Werke sind im Ort ausgestellt.